# Station Hoden
Hoden (宝殿駅, Hōden-eki) is een spoorwegstation in de Japanse stad Takasago, in de prefectuur Hyōgo. Het wordt aangedaan door de JR Kobe-lijn. Het station heeft één eilandperron, één zijperron en een passeerspoor.

## Treindienst

### JR West
| 1 | ■ JR Kobe-lijn | richting Himeji, Aioi, Banshu-Ako en Okayama (via de Sanyo-lijn) |
| 2 | ■ JR Kobe-lijn | gebruikt voor zowel treinen richting Osaka als Okayama           |
| 3 | ■ JR Kobe-lijn | richting Amagasaki, Osaka, Kioto en Maibara                      |

## Geschiedenis
Het station werd in 1900 geopend. In 1907 werd het station 100 meter naar het westen verplaatst.

## Overig openbaar vervoer
Er bevindt zich een klein busstation nabij het station.

## Stationsomgeving
- Max Valu (supermarkt)
- Autoweg 2
- Oshiko-schrijn
- Honkbalstadion van Takasago

(Tōkaidō-lijn<<) · Ōsaka · Tsukamoto · Amagasaki · Tachibana · Koshienguchi · Nishinomiya · Sakura-Shukugawa · Ashiya · Konan-Yamate · Settsu-Motoyama · Sumiyoshi · Rokkomichi · Nada · Sannomiya · Motomachi · Kōbe · Hyōgo · Shin-Nagata · Takatori · Suma-Kaihinkōen · Suma · Shioya · Tarumi · Maiko · Asagiri · Akashi · Nishi-Akashi · Okubo · Uozumi · Tsuchiyama · Higashi-Kakogawa · Kakogawa · Hoden · Sone · Himeji-Bessho · Gochaku · Himeji · (>>Sanyō-lijn) 

Wadamisaki-lijn: Hyōgo · Wadamisaki